# St. Wendel
St. Wendel, Sankt Wendel – miasto powiatowe w zachodnich Niemczech, w kraju związkowym Saara, siedziba powiatu St. Wendel.

## Geografia
Miasto leży nad rzeką Blies.
Z powierzchnią 113,54 km² jest drugim, po Saarbrücken, co do wielkości miastem Saary. Miasto zamieszkuje około 26 208 osób (2010). Najwyższym punktem jest góra Bosenberg (485 m n.p.m.), teren obniża się w kierunku południowym. Najniższym miejscem jest brzeg Blies w okolicach Ottweiler (260 m n.p.m.), centrum miasta znajduje się na wysokości 286 m n.p.m. (Fruchtmarkt).
St. Wendel leży ok. 75 km na południowy wschód od Luksemburga, ok. 30 km na północny wschód od Saarbrücken i ok. 100 km na zachód od Mannheim.

## Historia
Powstanie miasta St. Wendel ma prawdopodobnie swoje podwaliny za czasów panowania Merowingów, wówczas powstał tu dwór pana imieniem Baso. Tak powstała nazwa miejscowości Basonevillare. Gdyby nazwy nie zmieniono na cześć Wendelina, nazwa miasta przekształciła by się zapewne w Bosenweiler – porównaj z Bosenberg (góra) i Bosenbach (gmina w Nadrenii-Palatynacie), w których używany jest nadal przedrostek Bosen. Dwór Basos leżał na stokach Bosenberg, między Todtbach a Bosenbach.
W VII w. Paulus, biskup Verdun kupił Basonevillare. Odziedziczył on również po francuskiej szlachciance Adalgisil Grimo Tholey (wówczas jeszcze bez klasztora). Obszar miasta przeszedł w ten sposób na kilka wieków do Verdun. Krótko po tym w Basonevillare zmarł pustelnik Wendelin (łac. Wendelinus). Był on czczony przez wielu ludzi jeszcze za życia. Kult rozwijał się i do miejscowości organizowano pielgrzymki, doprowadziło to do zmiany nazwy w XII w. na St. Wendel.
Grafowie z Blieskastel, których posiadłości rozciągały się od północnej Lotaryngii, przez Blies, w poprzek Hunsrück aż do Bernkastel nad Mozelą (obecnie Bernkastel-Kues), wybudowali w X w. zamek wodny w dolinie Blies i usiłowali podnieść ochronę miejsca pielgrzymkowego. Zamek wybudowano na usypanym kopcu, była to drewniana wieża mieszkalna. Była otoczona palisadą oraz fosą. Była to forma nazywana motte i do dziś miejsce to nazywane jest Mott.
W miejscowości utworzono mały kościół – nad grobem Wendeliniusa. Uznaje się, że wzniesiono go prawdopodobnie na miejscu dzisiejszej kaplicy pw. św. Magdaleny. Dopiero na przełomie IX i X w. powstał pierwszy kościół na miejscu dzisiejszej bazyliki. Relikwie św. Wendalinusa zostały przeniesione tam w XI w. i od tego czasu w październiku organizowane są pielgrzymki do tego miejsca. Jednocześnie z kościołem powstał Wendelsmarkt, centralny rynek dla całego otoczenia.
Wokół kościoła wcześniej zaczęła osiedlać się szlachta i kler. Zamek, dwór i kościół zrosły się stopniowo dopiero w XIV w.
Do końca XX w. St. Wendel był ważniejszą bazą Verdun w Zachodniej Rzeszy. W latach 1326–1328 elektor Trewiru i arcybiskup Baldwin Luksemburski nabył zamek i wieś St. Wendel. Chciał on wyprzeć lotaryńskie wpływy znad Renu. Z nabyciem wsi przez Baldwina St. Wendel szybko rozrosło się do średniego miasta. Pierwszym dzierżawcą (i burggrafem) został Jakomin von Monkler. Jako reprezentant elektora zaprzestał budowy nowego zamku. W tym samym czasie poleceniem biskupa Baldwina rozpoczął prace nad budową nowego kościoła pielgrzymkowego. Podczas zwołanego w 1323, w Norymberdze sejmie rzeszy Baldwin wykupił u cesarza Ludwika IV Bawarskiego prawa miejskie dla St. Wendel, przyniosło to wiele zysków dla samego miasta, jak i biskupstwa. Następcą Baldwina Luksemburskiego był arcybiskup Werner von Falkenstein, w 1388 wstrzymał on rozbudowę murów miejskich. Do tego czasu w mieście żyło około 500 osób.
W XIV w. obecny targ owocowy (Fruchtmarkt) był dzielnicą szlachty i duchowieństwa, stał się jednak placem targowym już w XV w. W dawnych dworach szlacheckich osiedliła się średnia warstwa społeczeństwa (m.in. rzemieślnicy, handlarze). Stworzyli oni gildie, które uzyskały prawo współdecydowania w zarządzie miasta. W 1455 założono miejską fundację szpitalną, później wybudowano ratusz. W XV w. liczba mieszkańców wzrosła do 700.
Pożar, który wybuchł w 1591, zniszczył większą część miasta. Mieszkańcy ledwie rozpoczęli odbudowę miasta, a wybuchła wojna trzydziestoletnia i kwaterunki oraz kontrybucje dla utrzymania wojsk okupacyjnych doprowadziły miasto do ruiny.
Podczas wojny Francji z koalicją (1672–1697) spalono wszystkie domy z niewielkimi wyjątkami. Mury miejskie zostały zniszczone, spustoszono ratusz oraz zamek.
Wojna o sukcesję hiszpańską (1701–1714) nie odznaczyła się dobrze w historii miasta, zostało ono ponownie zgrabione i okupowane. Handel i rzemiosło przez długi czas nie mogło powrócić do dawnej formy. Oczyszczanie miasta rozpoczęło się dopiero w 1714.
Przez St. Wendel maszerowały wojska podczas wojen o sukcesję polską (1733–1736), o sukcesję austriacką (1741–1748) oraz wojny siedmioletniej (1756–1763) nakładając na miasto wysokie kontrybucje.
Mieszkańcy odetchnąć mogli dopiero w połowie XVIII w. Rozwój urbanistyczny miasta odznaczał się dużą różnicą w gęstości zaludnienia. Na starówce otoczonej murem osiedliło się dużo osób, w przeciwieństwie do terenów na zewnątrz muru. Był on przeszkodą dla rozwijającego się miasta. Wyraźnie ożyło rzemiosło, w szczególności przemysł skórzany i wełniany. Duże zakłady posiadały nawet do 100 krosen tkackich. Kupcy z Saarbrücken i Strasburga kupowali tu dobrej jakości sukna, produkty garbarskie były przedstawiane na Targach Frankfurckich. Tak wkrótce utworzyła się wyższa warstwa społeczna, dzięki której powstawały cenne budynki mieszkalne i gospodarcze. Na katedrze Wendela w 1753 została wybudowana trójstopniowa barokowa kopuła. W tym czasie wybudowano wiele nowych ulic, zabudowano obszar zamku oraz założono cmentarz przy bazylice.
Podczas wojny napoleońskiej w 1792, w mieście stacjonowały oddziały dwóch stron. Tkacze i garbarze musieli płacić podatki na cele wojskowe. Cechy wprowadziły wolność wykonywania zawodu, w wyniku czego wiele fachowców stało się bezrobotnymi. Od 1798 okręg St. Wendel należał do okręgu Saarbrücken, w departamencie Saary. Sytuacja w mieście się ustabilizowała i stopniowo przybywało coraz więcej mieszkańców. Zburzono górną bramę miejską przy Kelsweilerstraße oraz most nad Todbach, w obecnym miejscu Bahnhofstraße wybudowano most nad Blies.
W 1814 książę Ernest I dostał za wygrane wojenne okręgi St. Wendel, Grumbach i Baumholder (razem około 20 tysięcy mieszkańców). Od 1816 obszar nazwano księstwem Lichtenberg i był on eksklawą Sachsen-Coburg-Saalfeld. Na granicy księstwa opiera swój obecny zasięg Okręg Kościoła Ewangelickiego St. Wendel. Rządy księcia odnosiły sukcesy w szczególności w gospodarce, chciał on również zmniejszyć wpływy państwowej kontroli sądowniczej. W Lichtenberg zmalało zaufanie do niezależnego wymiaru sprawiedliwości. Ludność po utworzeniu Landratu miała nadzieję na wspólne decydowanie o ustawodawstwie, polityce podatkowej itp., jednak Ernest I decydował o wielu sprawach samodzielnie. Wśród ludności wzrastało niezadowolenie. W ciągu ruchu liberalnego po Hambacher Fest w 1832 nasiliła się dyskusja. Rozruchy mieszkańców zostały stłumione za pomocą pruskich oddziałów z Saarlouis. W 1834 książę sprzedał tereny uzyskane w 1814 Prusom. St. Wendel stało się miastem powiatowym w rejencji Trewir.
W St. Wendel stacjonował garnizon, co odbiło się bardzo źle na lokalnej ekonomii. Do połowy XIX w. wiele mieszkańców miasta wyemigrowało do Ameryki Północnej.
Miasto stopniowo zwiększało swój obszar, największy rozwój odbywał się w kierunku miejscowości Alsfassen i Breiten. Dzisiejsza ulica Bahnhofstraße, która prowadziła do Niederweiler została zabudowana. Tak samo stało się z Brühlstraße i Kelsweilerstraße, które zmierzały w kierunku Breiten i Alsfassen. Ostatecznie w 1859 St. Welden, Alsfassen i Breiten zostały połączone w nowe miasto St. Wendel. W okresie tym oświetlano ulice, wybudowano szpital, założono cmentarz przy Werschweilerstraße oraz wybudowano kościół ewangelicki (1814). Sytuacja gospodarcza miasta zmieniła się dopiero w 1860, z otwarciem linii kolejowej Nahetal. Połączyła on Bingen am Rhein i Saarbrücken, miasto dzięki temu uzyskało stację kolejową i parowozownię. Parowozownia znajdowała się naprzeciwko dworca, w latach 1913–1915 przeniesiono ją na Schwarzen Weg, dzisiaj jako Werkstraße (HIL Heeresinstandsetzungslogistik GmbH).

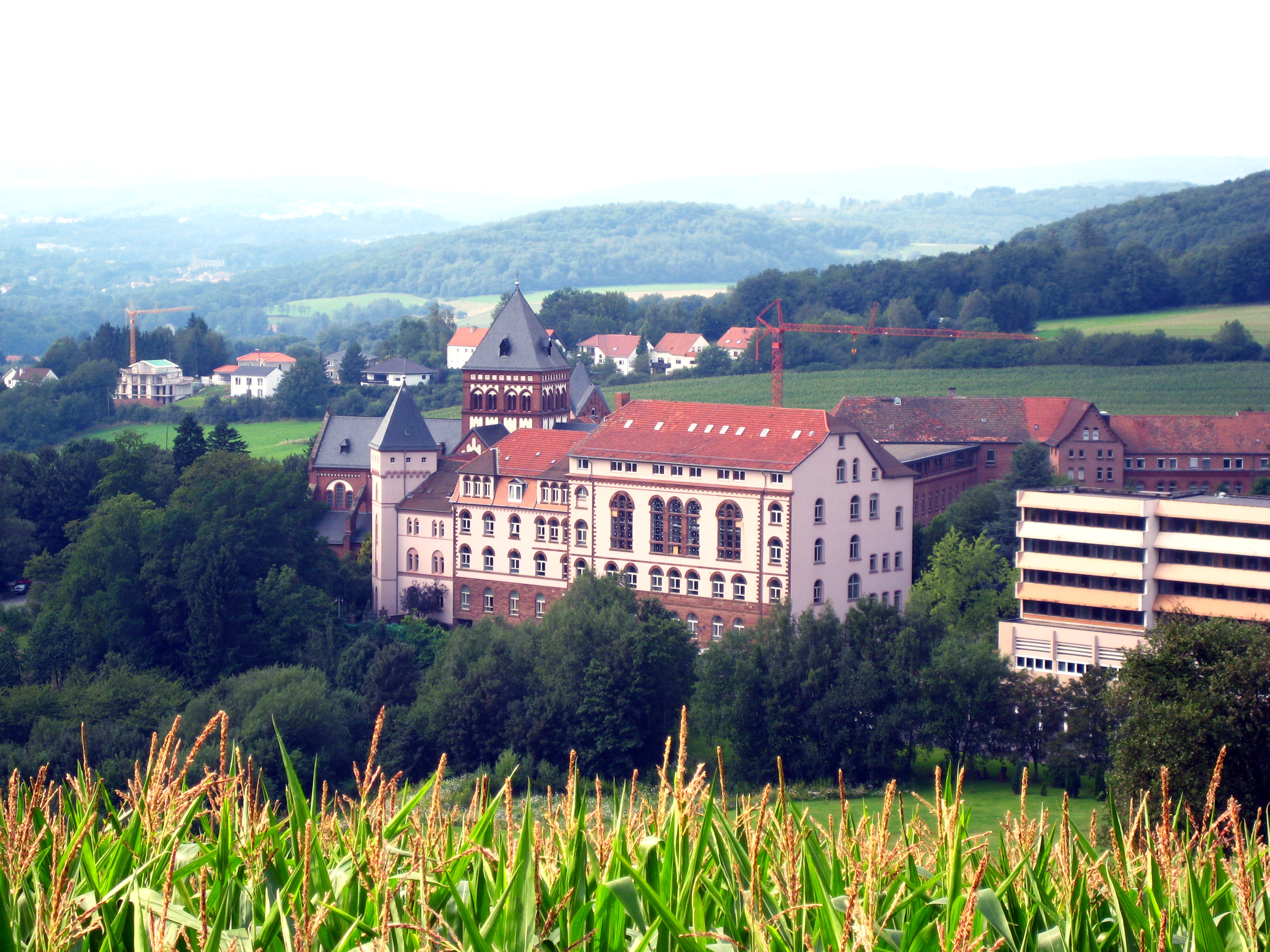
Klasztor Werbistów

W 1898 Werbiści założyli w St. Wendel Dom Misyjny. Wiele środków finansowych przeznaczono na zmiany struktury gospodarczej i społecznej z jednoczesnym powiększeniem się miasta. Wskutek tego w latach 1910–1937 powierzchnia budowlana podwoiła się. W czasach III Rzeszy (1937–1938) na zachodnich peryferiach miasta, po dwóch stronach drogi do Winterbach wzniesiono duży kompleks koszar.
Po II wojnie światowej ekspansja budownictwa mieszkalnego napędzała gospodarkę. Podział kraju po wojnie miał niekorzystny wpływ na rozwój miasta, w 1960 musiano zamknąć fabrykę tytoniu Tabakfabrik Marschall, a był to jeden z największych pracodawców. W kompleksie koszarów w latach 1951–1999 znajdował się francuski garnizon.
Mimo wojen jeszcze w latach 60. XX wieku w centrum St. Wendel istniało wiele zabytkowych budynków. U władzy Franza Gräffa (1956–1974) i Jakoba Fellera (1974–1982) zniweczono plany zachowania świadomości historycznej i zagospodarowania miasta. Na początku lat 80. XX w. szybko rozwinęło się budownictwo. Obaj burmistrzowie byli znani jako obrońcy wielce rozpowszechnionej filozofii destrukcji układu urbanistycznego w ramach rozwoju miasta. Podczas okresu ich urzędowania zostały zburzone niektóre ważne historyczne i urbanistyczne budynki w centrum miasta, na ich miejscach wznoszono nowe nowoczesne budynki. Ogólny obraz miasta został bardzo zniszczony.
Zmiany układu urbanistycznego w największym stopniu dotyczyły centralnego placu miasta oraz Schlossplatz. Na północnych stronach zniszczono zabytkowe fronty budowli i zastąpiono je nowoczesnymi, spowodowało to wielkie straty w autentyczności tych miejsc. Ślady średniowiecznej zabudowy znaleźć można jedynie w okolicach bazyliki Wendelina.
St. Wendel w wyniku reformy administracyjnej w 1974 stracił wiele wsi wchodzących w skład miasta. Dzisiaj miasto liczy około 27 000 mieszkańców.
Dzisiejsze miejscowości wchodzące w skład miasta do końca XVIII w. wchodziły w skład różnych państw: księstwa Trier, księstwa Nassau-Saarbrücken, Pfalz-Zweibrücken, większość miejscowości Palatynatu obecnie są ewangelickie. W latach 1816–1834 St. Wendel należał do księstwa Lichtenberg, później Saksonia-Coburg, następnie do Prus, gdzie powiat St. Wendel został włączony do Nadrenii.
W 1947 do powiatu St. Wendel wcielono bawarsko-palatynackie miejscowości Osterbrücken, Hoof, Niederkirchen, Marth, Saal i Bubach (powiat Kusel), w 1974 wsie te zostały włączone do administracyjnych granic miasta St. Wendel.

## Demografia
| Rok  | Liczba ludności |
| ---- | --------------- |
| 1979 | 28 431          |
| 1983 | 28 211          |
| 1998 | 27 324          |
| 1999 | 27 174          |
| 2000 | 27 303          |
| 2001 | 27 296          |
| 2002 | 27 246          |
| 2003 | 27 068          |
| 2004 | 27 106          |
| 2005 | 27 085          |
| 2006 | 26 967          |

- Dla wszystkich lat stan z 31 grudnia

## Religia
Dolina Blies, gdzie leży St. Wendel zamieszkana jest w podobnym stopniu przez katolików, jak i ewangelików. Samo miasto jest przeważnie katolickie. Zaś dolina Oster zdominowana jest przez luteranów. W centrum miasta znajdują się katolickie parafie św. Wendelina (St. Wendelin) oraz św. Anny (St. Anna), jak i parafia ewangelicka.

## Dzielnice
W skład miasta wchodzi 16 dzielnic:
Niederlinxweiler, Oberlinxweiler, Remmesweiler, Winterbach, Bliesen, Urweiler im Bliestal, Leitersweiler, Osterbrücken, Hoof, Marth, Niederkirchen, Saal, Bubach, Werschweiler, Dörrenbach im Ostertal i St. Wendel.

## Polityka

### Rada miasta
|      | CDU   | SPD   | Inni | Razem     |
| 2004 | 28    | 11    | 0    | 39 miejsc |
| 2004 | 65,5% | 27,2% | 7,3  | 100%      |

Ostatnie wybory, gdzie CDU nie miało bezwzględnej większości głosów, odbyły się w 1956. Partia ta uzyskała wówczas 41,3% poparcia.

### Rada dzielnicy St. Wendel
|      | CDU   | SPD   | Razem     |
| 2004 | 11    | 2     | 13 miejsc |
| 2004 | 80,1% | 19,1% | 100%      |

### Burmistrzowie
- 1835–1869, Carl Wilhelm Rechlin

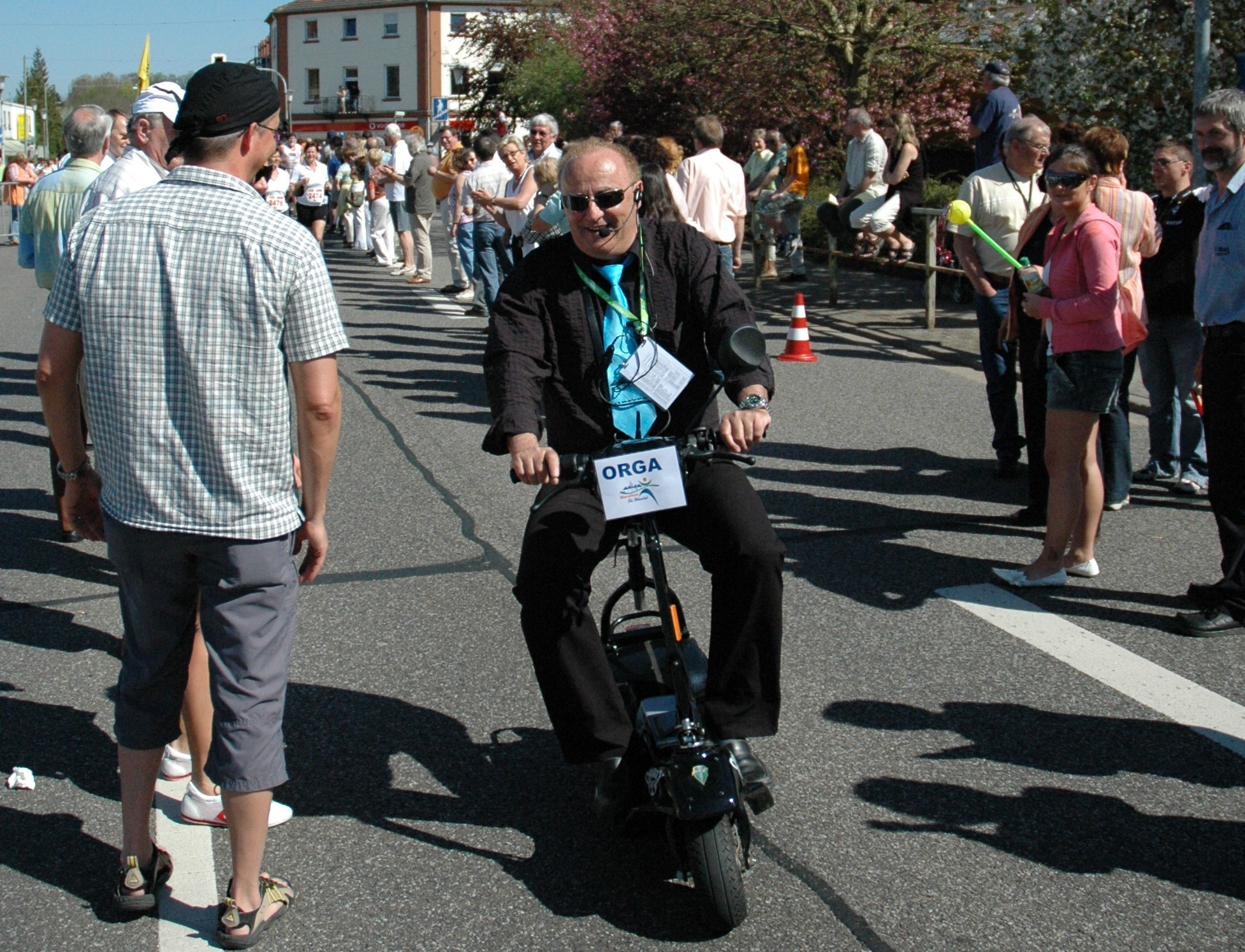
Klaus Bouillon podczas Maratonu Miejskiego

- 1869–1893, Carl August Theodor Müller
- 1894–1918, Karl Alfred Friedrich
- 1919–1920, Heinrich Mettlich
- 1921–1935, dr Emil Flory
- 1 grudnia 1935 – 19 marca 1945, Kurt August Eichner, NSDAP
- 1946–1956, Jakob Fuchs, CVP
- 1956–1974, Franz Gräff, CDU
- 1974–1982, Jakob Feller, CDU
- od 1983, Klaus Bouillon, CDU

## Infrastruktura i gospodarka

### Przedsiębiorstwa
Przemysł: obróbka metali, sprzęt medyczny (Fresenius Medical Care), elektronika

Manufaktury: Stamer Gruppe (muzyczne urządzenia elektroniczne, siedziba i fabryka)

Handel: główna siedziba sieci supermarketów Globus działającej w Niemczech, Czechach i Rosji.

### Transport
St. Wendel posiada dobrze rozwiniętą komunikację, szczególnie na osi północ-południe. Równolegle do Blies biegnie droga krajowa B41 oraz linia kolejowa Nahetal (odcinek Saarbrücken-Bad Kreuznach, linia kolejowa 680). B41 stanowi obwodnicę miasta, w jego obrębie znajduje się pięć zjazdów z tej drogi (od południa St. Wendel- Niederlinxweiler, -Oberlinxweiler, -Centrum, -Winterbach, -Alsfassen). Przy zjeździe St. Wendel-centrum do drogi B41 włącza się droga B269 i stanowią jeden szlak w kierunku północnym, aż do Birkenfeld. Przez wschodnie i południowe tereny miasta (Werschweiler) biegnie droga krajowa B420.
Wokół miasta znajdują się trzy autostrady:
- A62 (Nonnweiler – Pirmasens), zjazd 4 Birkenfeld
- A1 (Fehmarn – Saarbrücken), zjazd 140 Tholey chód
- A8 (Luksemburg – Salzburg), zjazd 23 Neunkirchen/Spiesen

W St. Wendel zatrzymują się pociągi Regional-Express i Regionalbahn, które jeżdżą po linii Nahetal. Miasto co godzinę ma połączenie z regionem Ren-Men oraz trzy razy na godzinę do Saarbrücken. Pociągi do Moguncji i Frankfurtu nad Menem rozpoczynają swoją trasę w pobliskim Türkismühle.
Linia kolejowa St. Wendel – Tholey powstała w roku 1915 i była użytkowana do lat 80. XX wieku. Linia biegła przez dzielnicę Bliesen oraz miejscowość Oberthal i kończyła się w Tholey. W 1984 zamknięto odcinek Tholey-Oberthal dla ruchu pasażerskiego, a następnie resztę trasy.

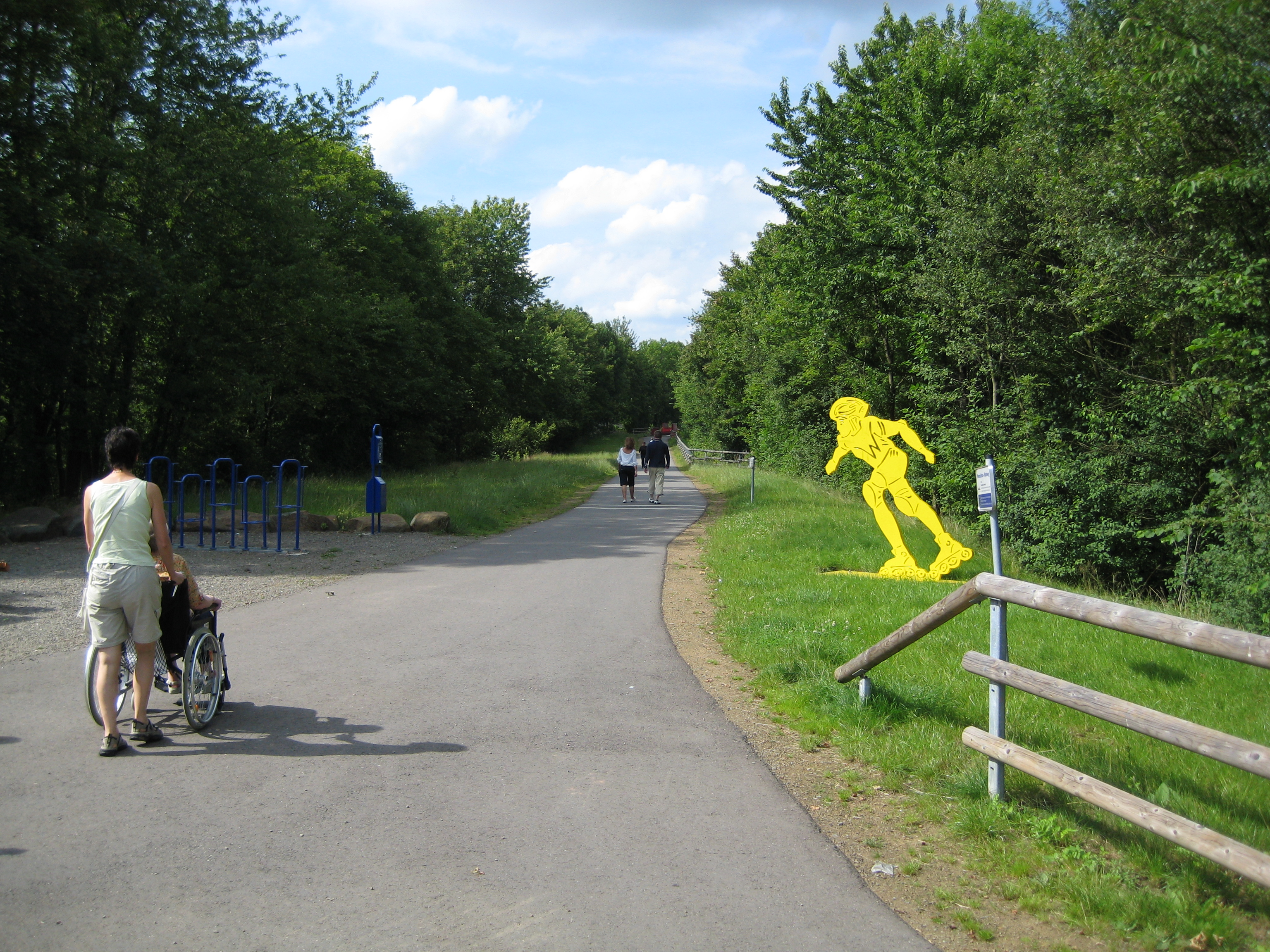
Początek drogi rowerowej Wendelinus-Radweg w St. Wendel

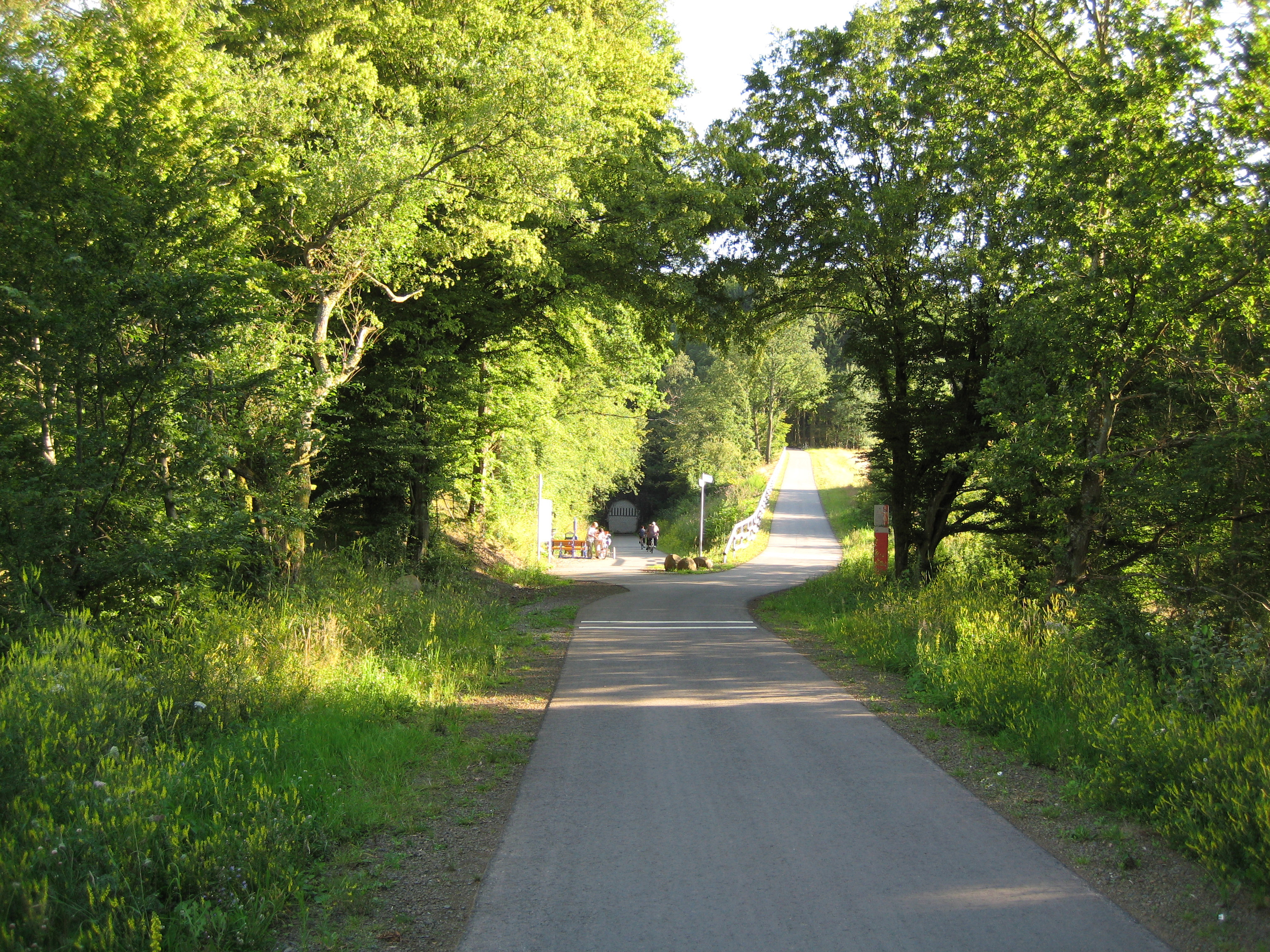
Koniec drogi rowerowej Wendelinus-Radweg w Tholey

Stacje i przystanki kolejowe w St. Wendel (od północy):
- Baltersweiler(inne języki)
- St. Wendel
- Oberlinxweiler(inne języki)
- Niederlinxweiler(inne języki)

Tymczasem z miasta do Tholey wybudowano w pełni asfaltowy szlak turystyczny i rowerowy Wendelinus-Radweg.

## Zabytki
Bliesen
- szkoła z 1886, przebudowana w 1897
- kościół parafialny pw. św. Remigiusza (St. Remigius), wybudowany w latach 1903–1904 według projektu Josefa Kleesattela(inne języki). Wieża wzniesiona częściowo na pozostałościach budowli z XI w.

Bubach
- kamień graniczny z 1774

Dörrenbach
- kamień milowy przy drodze B420 z 1934
- kościół parafialny

Hoof
- katolicki kościół parafialny z 1934
- ewangelicki kościół parafialny z 1853
- gospodarstwo Alt-Perersch-Haus lub Alt-Koch’sches-Haus, przy Leitersweilerstraße 1 z 1820

Leitersweiler
- ewangelicki kościół parafialny z 1851
- młyn z XVIII w.

Marth
- folwark z 1762–1763

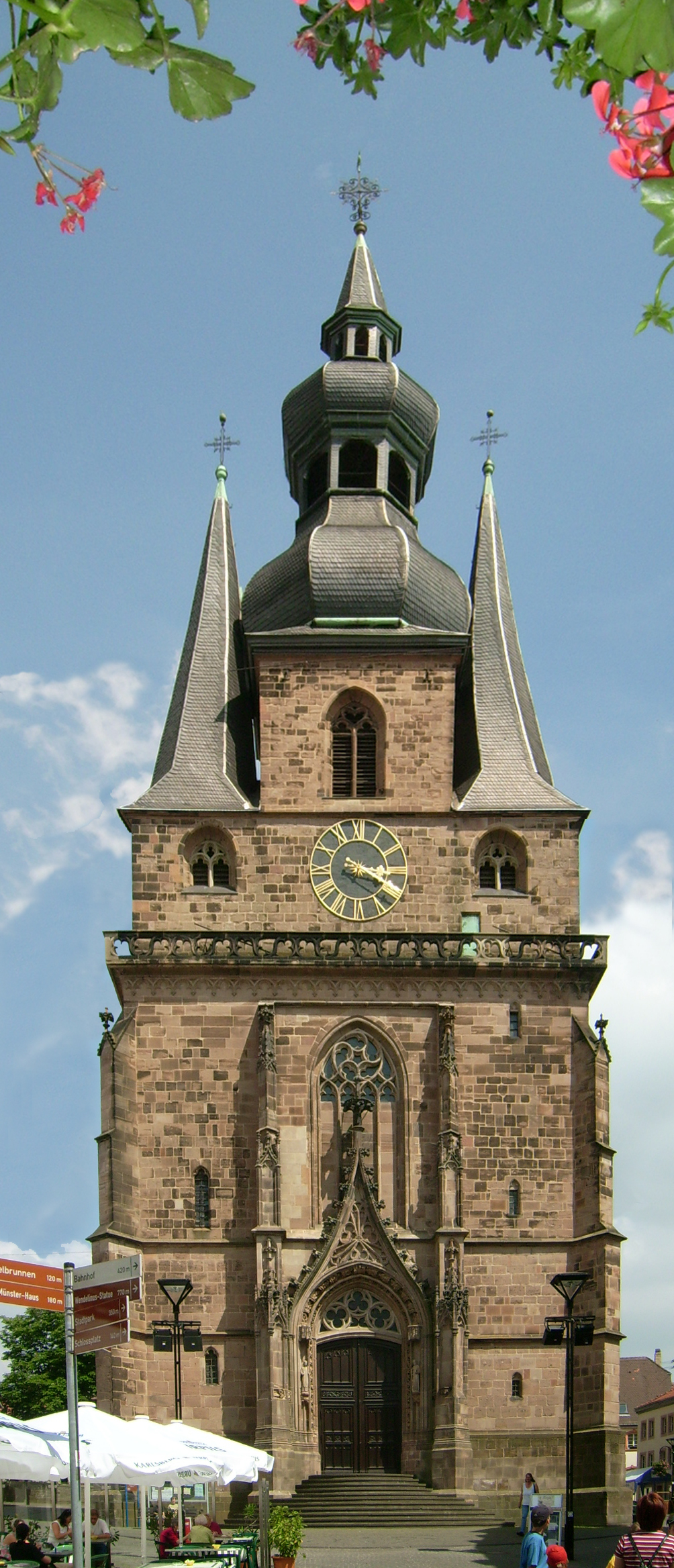
Bazylika Wendelina

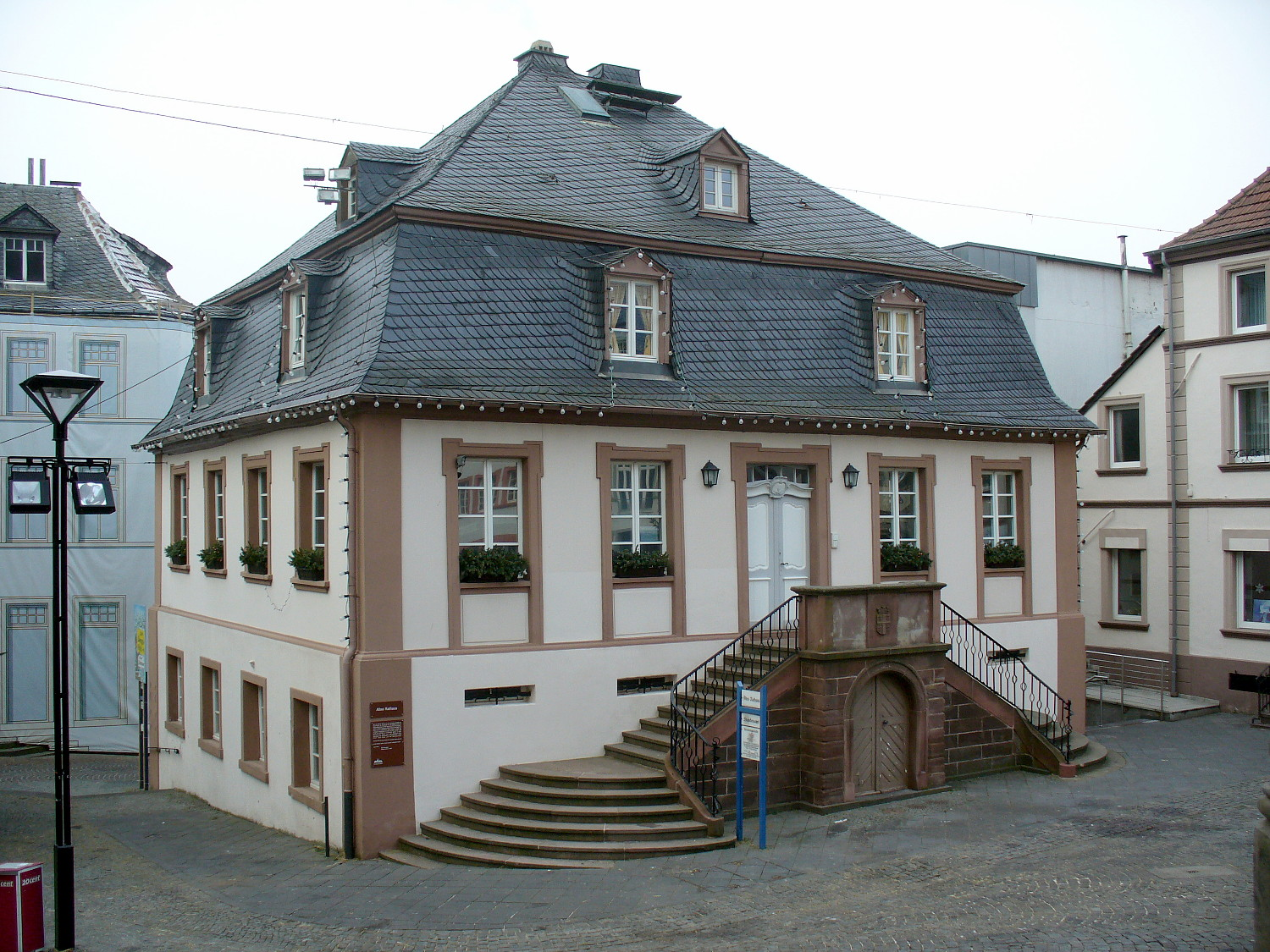
Stary Ratusz

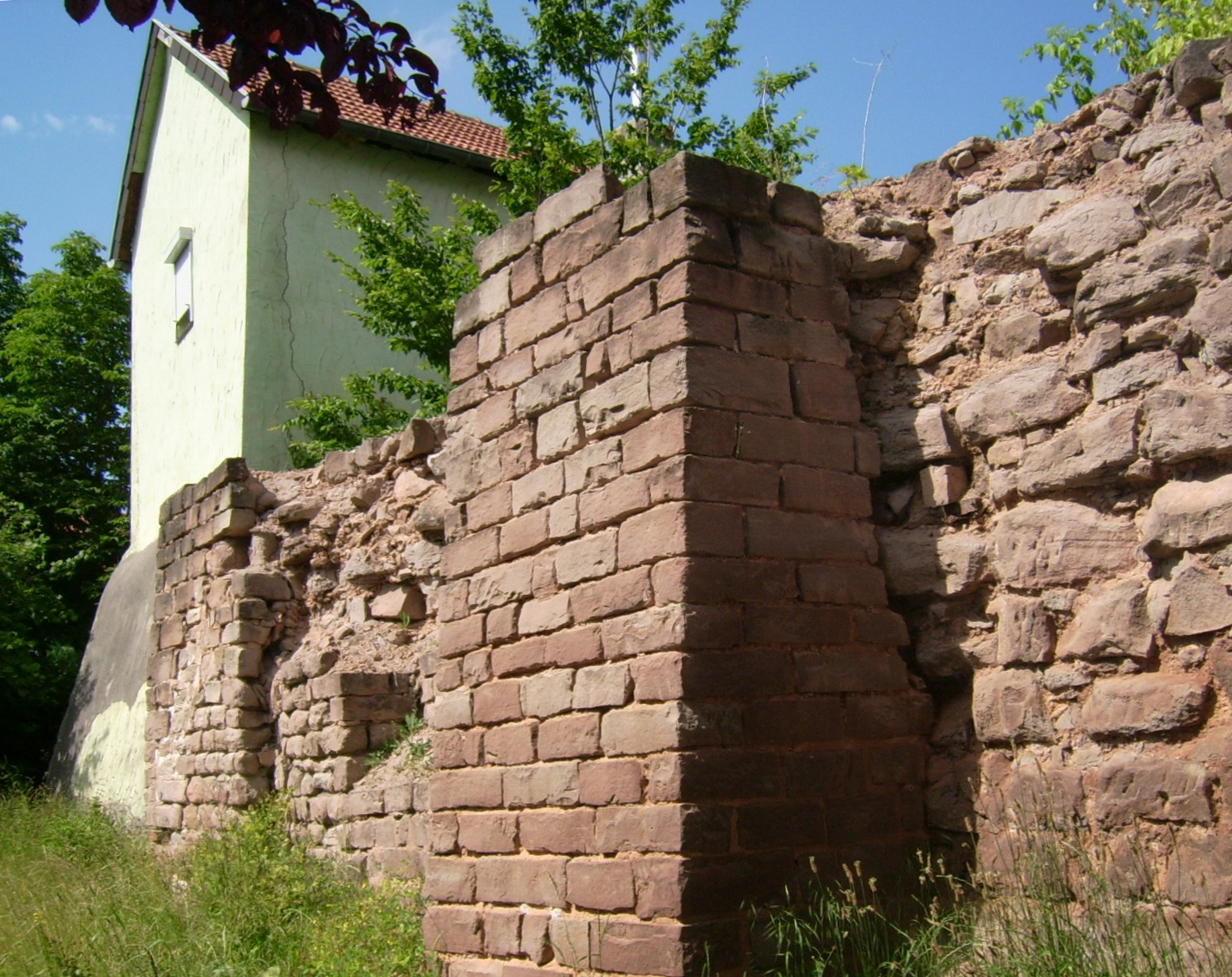
Pozostałości murów miejskich

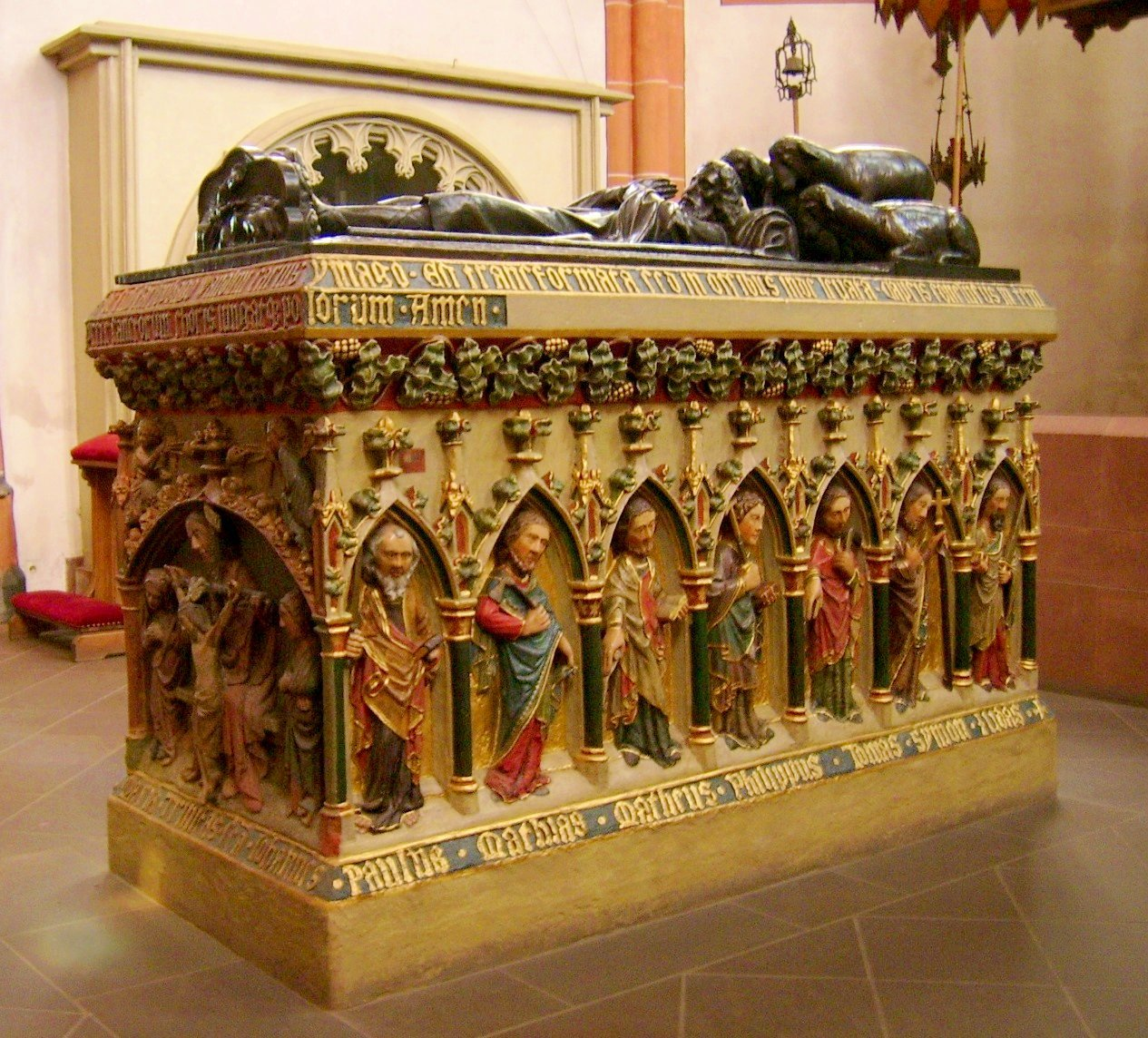
Grób Wendelina

- gospodarstwo przy Bauernhaus 1 z początku XIX w.

Niederkirchen
- ewaneglicki kościół parafialny
- plebania z 1908

Niederlinxweiler
- leśniczówka z 1756–1766
- ewangelicki kościół parafialny, wybudowany w 1775 r. według projektu Johanna Friedricha Stengela, wieża z 1830–1831

Oberlinxweiler
- budynki szkolne z I. połowy XIX w.
- dom nauczycieli z 1850
- most z 1550
- gospodarstwa przy Niederlinxweilerstraße 7 i 9 z XIX w.

Osterbrücken
- gospodarstwo przy Brückenstraße 1, z I. połowy XIX w.
- gospodarstwo przy Zu den Eichen 3, z XVIII w., przebudowane w 1883

Remmesweiler
- wieża ewangelickiego kościoła parafialnego z 1818
- gospodarstwa przy Auf der Hell 3, 5, 6 i 8, z XVII, XVIII i XIX w.

St. Wendel
- ratusz z 1802–1803, według projektu Friedricha Georga Wahla
- ratusz przy Schloßstraße 7, z 1740
- browar  Paqué-Brauerei, z końca XIX w.
- mury miejskie z XIV w.
- kaplica pw. św. Wendelinusa (St. Wendelinus), z 1755 według projektu Josepha Waltera
- kościół klasztorny, zabudowania klasztorne z 1899–1914, skrzydło południowe 1910–1913, wybudowano według projektów Augusta Krekelera
- budynki mieszkalne i handlowe przy Am Fruchtmarkt 3, 5, 7 i 11 z XVIII w.
- katolicki dom parafialny i młodzieżowy z lat 50. XX wieku
- kancelaria parafialna, dom mieszkalny i piwnice przy Am Fruchtmarkt 19, z XVIII w. według projektu Johannesa Schubmehla
- budynki mieszkalne i handlowe przy Am Schloßplatz 2, 4 i 12, z XVIII i XIX w.
- gospoda przy Am Schloßplatz 10, z II. poł. XIX w. według projektu Matthiasa Musweilera, wcześniej szkoła zawodowa
- budynki mieszkalne i handlowe przy Bahnhofstraße 1/3, 2, 4, 5 i 7/9, z XIX i XX w.
- Bazylika Wendelinusa z wyposażeniem, kościół parafialny i pielgrzymkowy, wybudowany na przełomie XIV i XV w.
- budynki mieszkalne i handlowe przy Balduinstraße 1-12, 14, 16, 18, 20, 22, 28, 32, 34, 36, 38, i 42, z XVIII i XIX w.
- gospoda przy Balduinstraße 40, z XVII w., przebudowana w 1900
- budynek leśnictwa przy Beethovenstraße 1, z XIX w.
- budynki mieszkalne, handlowe i magazyny przy Carl-Cetto-Straße 1, 3, 4 i 6, z XVIII i XIX w.
- gospoda przy Carl-Cetto-Straße 2, z XII w.
- budynki mieszkalne, handlowe przy Luisenstraße 1/3, 2, 5, 7, 9, 11, 15 i 17, z XIX w.
- budynki mieszkalne, handlowe przy Schloßstraße 1-4, 8, 10, 14 i 16, z XVIII i XIX w.
- gospoda przy Schloßstraße 5 z XVIII w.
- szkoła przy Wendalinusstraße 2, z 1868–1869
- budynki mieszkalne, handlowe przy Brühlstraße 10, 12, 14 i 16, z II. poł. XIX w.
- hotel Posthof, z 1860–1862 według projektu Matthiasa Musweilera
- budynki mieszkalne, handlowe przy Luisenstraße 29, 33, 35, 37 i 39, z XVIII w.
- budynki mieszkalne, handlowe przy Bahnhofstraße 17, 21, 23 i 26, z XIX i XX w.
- budynki mieszkalne, handlowe przy Balduinstraße 19, 21, 27, 29, 36, 51, 70/72 i 74 z XVII-XIX w.
- fontanna Wendelinusa przy Balduinstraße 48, z XVIII w.
- koszary przy Bungertstraße, z XIX w.
- galeria Im Zwinger
- szkoła przy Gymnasialstraße 14, z 1876–1877
- szpital przy Hospitalstraße 35-37 z kaplicą, 1865–1866
- villa Aurora przy Kapellenweg 8, z 1914
- budynki mieszkalne, handlowe przy Kelsweilerstraße 3, 5, 7 i 54, z XIX w.
- starostwo powiatowe z 1900
- kasyno z kręgielnią z XIX w.
- fontanna przy Parkstraße, z 1957
- gimnazjum Wendalinum z 1926–1927
- katolicki kościół pw. św. Anny (St. Anna) z 1929–1930, według projektu Hansa Herkommera
- ewangelicki kościół parafialny z 1844-185, wieża z 1863
- cmentarz przy Werschweilerstraße, brama z 1800

Urweiler
- kirkut z 1871

Werschweiler
- fontanna z XIX w.
- ewangelicki kościół parafialny z 1838–1842

Winterbach
- katolicki kościół parafialny pw. Świętej Rodziny (Hl. Familie) z 1905–1906, według projektu Ernsta Branda
- kaplica pw. św. Anny (St. Anna) z XVIII w.

### Muzea
- Muzeum Miejskie St. Wendel (Stadtmuseum) w domu Mii Münster. Budynek zaprojektowany przez Hannsa Schöneckera, znajduje się tutaj stała wystawa Mii Münster oraz liczne wystawy lokalnych artystów.
- Muzeum w Domie Misyjnym Werbistów (Missions- und völkerkundliches Museum)
- Muzeum Krajoznawcze w Starym Ratuszu (Heimatmuseum)
- Muzeum Krajoznawcze (Heimatmuseum) w Dörrenbach. W najmniejszej dzielnicy miasta urządzono muzeum wiejskiej kultury powszedniej.

### Atrakcje

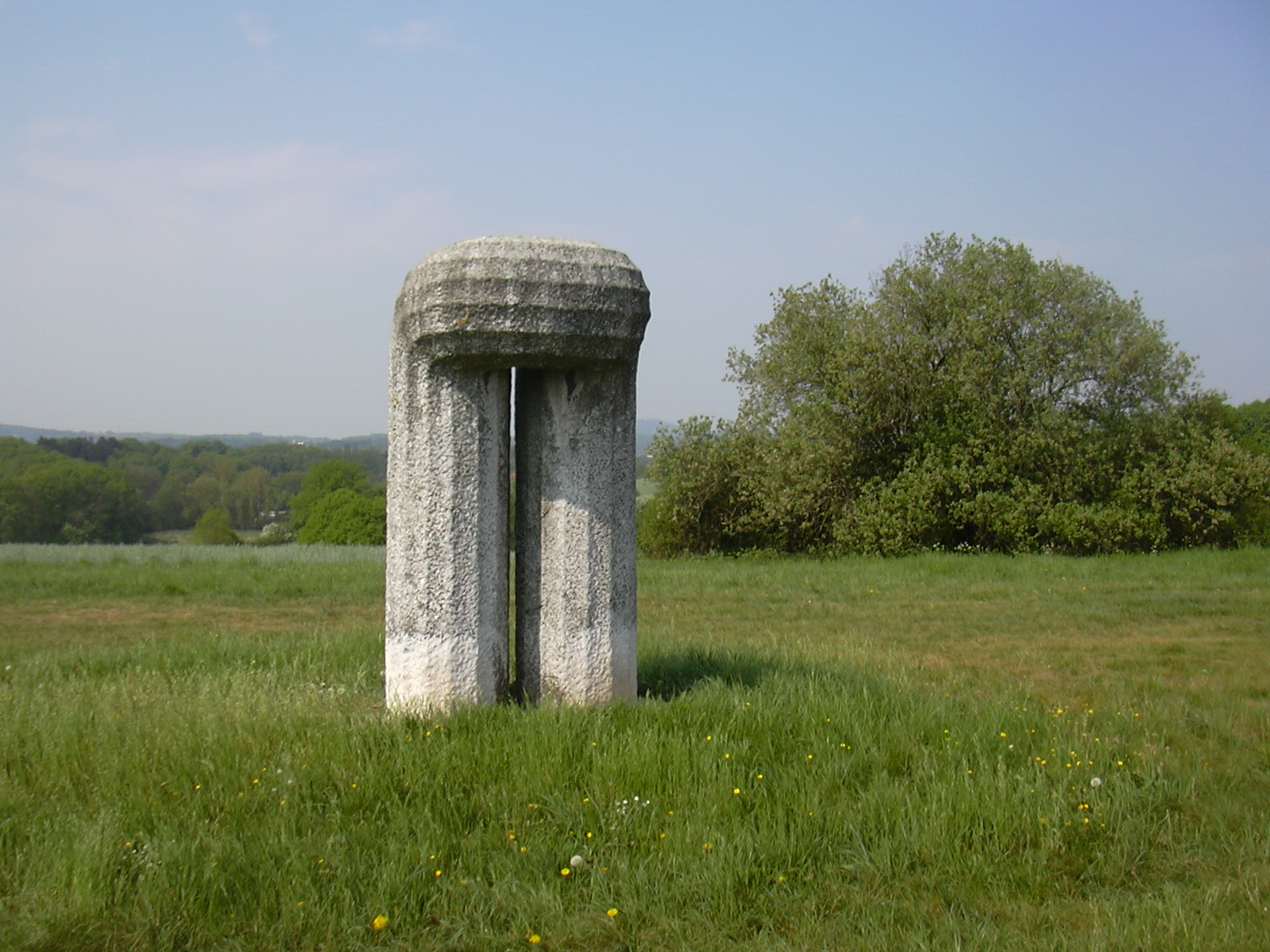
Wolfgang Kubach i Anna-Maria Kubach-Wilmsen, Erdsäule, 1971

- Droga rzeźb (niem. Straße der Skulpturen), 25 km szlak turystyczny, przy którym ustawiono 53 rzeźby niemieckich i zagranicznych artystów. Zainicjowany przez Leo Kornbrusta(inne języki) w 1971.
- Wendelswoche. Od XI w. ludzie z początkiem października pielgrzymują do grobu Wendaliniusa w bazylice. W tym samym czasie powstał centralny rynek miasta, gdzie w tym czasie odbywa się największy targ w roku. Wendelswoche jest również najważniejszą uroczystością religijną dla mieszkańców miasta.
- targi wielkanocne i bożonarodzeniowe
- WND JAZZ, międzynarodowy festiwal jazzowy. Rozpoczyna się we wrześniu.

### Parki
- park miejski
- park Wendelinusa (Wendelinuspark)

## Osoby związane z St. Wendel
- Św. Wendelin (ur. ok. 600, zm. ?), biskup Tholey, osiadł w St. Wendel
- Nikolaus Lauer(inne języki) (ur. 21 lipca 1753, zm. 29 kwietnia 1824), malarz
- Philipp Jakob Riotte(inne języki) (ur. 1776, zm. 1856), kompozytor i kapelmistrz
- Carl Philipp Cetto(inne języki) (ur. 31 maja 1806, zm. 31 marca 1890), polityk i przedsiębiorca
- Helene Demuth(inne języki) (ur. 31 grudnia 1820, zm. 4 listopada 1890), gospodyni i (z Fryderykiem Engelsem) spadkobierczyni po Karolu Marksie
- Nicola Marschall(inne języki) (ur. 1829, zm. 1917), niemiecko-amerykańska malarka
- Anton Adolph Schmoll(inne języki) (ur. 1834, zm. 1918), architekt
- João Batista Becker(inne języki) (ur. 24 lutego 1870, zm. 15 czerwca 1946), niemiecko-brazylijski prałat kościoła rzymskokatolickiego i biskup diecezji Pôrto Alegre
- Hans Adolf Halbey(inne języki) (ur. 19 sierpnia 1922, zm. 8 maja 2003), pisarz, germanista
- Hubert L’Hoste (ur. w październiku 1923, zm. 1 sierpnia 1959), działacz komunistyczny
- Hanns Schönecker(inne języki) (ur. 1928, zm. 2005), architekt
- Leo Kornbrust(inne języki) (ur. 1929), rzeźbiarz
- Albert Haberer (ur. 13 listopada 1933), artysta i nauczyciel
- Paul Tholey (ur. 1937, zm. 1998), psycholog
- Siegmund Nimsgern(inne języki) (ur. 14 stycznia 1940), śpiewak operowy
- Henner Wittling(inne języki) (ur. 8 listopada 1946), polityk
- Hans Ley(inne języki) (ur. 31 lipca 1954), polityk
- Max Riefer (ur. 1983), perkusista
- Sebastian Reinert(inne języki) (* 20 kwietnia 1987), piłkarz (zawodnik 1. FC Kaiserslautern)
- Jennifer Haben (ur. 16 lipca 1995), wokalistka Beyond the Black

## Współpraca
- Balbriggan, Irlandia, od 2007
- Rezé, Francja, od 1973
- São Vendelino, Brazylia, od 2003